# ANRORC-mechanisme
Het ANRORC-mechanisme is een organische reactie die wordt geclassificeerd als een nucleofiele aromatische substitutie. Het is een relatief bijzonder reactiemechanisme waarbij een ringopening plaatsgrijpt. ANRORC is een acroniem dat staat voor het Engelse Addition of the Nucleophile, Ring Opening, and Ring Closure. Het mechanisme is voornamelijk bedoeld om substitutiereacties aan heterocyclische verbindingen te bewerkstelligen.

## Reactiemechanisme
Een nucleofiel addeert aan een aromaat, meestal een gesubstitueerd pyrimidine (1) of pyridine, die vervolgens in reactie met natriumamide of kaliumamide bij lage temperaturen wordt gebracht. Daardoor ontstaat een gespannen benzynring (A). De overtollige negatieve lading wordt gelokaliseerd op het heteroatoom (in onderstaand geval op stikstof) in de ring (B). Hierdoor opent de ring en kan de leaving group afgesplitst worden. Hierna vindt een ringsluiting plaats (2), waarbij het nucleofiel de plaats van de leaving group heeft ingenomen.
Het mechanisme werd opgehelderd middels isotooptracering van deuterium: